# Поліграф Поліграфович Шариков
Полігра́ф Полігра́фович Ша́риков — персонаж повісті Михайла Булгакова «Собаче серце», начальник підвідділу очищення Москви від бродячих тварин. «Народженню» героя передувала операція, проведена професором Пилипом Пилиповичем Преображенським, який пересадив гіпофіз вбитого в бійці рецидивіста, алкоголіка і шибайголови Клима Чугункіна псу Шарику. Ім'я Шариков після публікації «Собачого серця» стало загальною назвою; поняття «шариковщина» увійшло в повсякденний побут як символ крайньої аморальності.

## Еволюція персонажа
Шариков з'явився на світ в результаті несподіваних наслідків експерименту професора Преображенського у сфері омолодження, під час якого безхатньому псові Шарику були пересаджені сім'яні залози та гіпофіз недавно померлої людини. «Донором» для Поліграфа Поліграфовича став тричі судимий балалаєчник Клим Чугункін, який загинув від ножового удару в серце біля пивного закладу «Стоп-сигнал» біля застави Преображенського. Експеримент, попри прагнення професора навчити Шарикова корисним побутовим звичкам й впливати на нього не терором, а ласкою, виявився невдалим; за словами літературознавця Ігоря Сухих: «Його [Шарикова] людський розвиток в повісті будується в діапазоні від неприємного до огидного».

### Шарик
Шарик — вельми симпатичний і розумний пес, дитинство і юність якого пройшли в підворіттях. Пошуки їжі змушували його переміщатися з одного району в інший. Дослідник Борис М'ягков зазначив, що у творі відтворено реальні адреси Москви 1920-х років — мова йде про трест «Главриба» («Абирвалг»), ресторан «Бар» в Неглинному проїзді, магазини в Сокольниках.  Шарик навчився читати завдяки вуличним вивіскам. Природна спостережливість дозволяла йому робити висновки про людей, які зустрічаються на шляху: він не любив двірників, з теплотою згадував про кухаря Власа з Пречистенки, який віддавав собакам м'ясні кісточки, шкодував друкарку дев'ятого розряду в фільдеперсових панчохах, вимушену заради економії харчуватися в пролетарській їдальні.
Коли кухар «їдальні нормального харчування» облив Шарика окропом, травмований пес ледь не вмер. Його врятував Пилип Пилипович Преображенський, який вийшов з кооперативного магазину  — він віддав хворому собаці шматок «Краківської» ковбаси, а потім покликав у свій будинок. У семикімнатній професорській квартирі улюбленим місцем Шарика стала кухня, яку він сприймав як «головне відділення раю». Вивчаючи звичаї й спосіб життя мешканців свого нового житла, пес часом розмірковував як філософ: «Та й що таке воля? Так, дим, міраж, фікція».

### Поліграф Поліграфович Шариков
Отримавши після проведеної Преображенським операції гіпофіз Клима Чугункіна, герой одночасно придбав всі вади загиблого балалаєчника — замість «наймилішого пса» з'явився хуліган, п'яниця, шибайголова і душитель котів Поліграф Поліграфович Шаріков, який все-таки зумів швидко зробити хорошу кар'єру й очолити підвідділ очищення Москви від бродячих тварин. Образ «незаконного сина» професора багато в чому розкривається через портретні замальовки; Булгаков, як відзначають дослідники, в різних епізодах виділяв якусь значущу деталь, яка створює уявлення про персонажа. Під час бесіди з Преображенським (глава 6-а) Шариков одягнений в порваний піджак і вимазані фарбою штани; на шиї у нього — «отруйно-небесного кольору краватка з фальшивою рубіновою шпилькою». Від пронизливої яскравості фарб господар квартири деколи починав сліпнути.
- Абирвалг!
- Взяти все та і поділити[8].
- «Та не згоден я». — «З ким? З Енгельсом чи з Каутським?» — «З обома»[9].

Іншим художнім засобом, що демонструє марність всіх «виховних» зусиль професора, є мова Поліграфа Поліграфовича — вона смішна і страшна водночас. Шариков безапеляційно міркує на соціально-політичні теми, навішує ярлики опонентам; в його лексиці перемішані гасла голови будкому Швондера, що взяв нового пролетаря під свою опіку, з тими фразами, якими користувався при житті Клим Чугункін: «Ще парочку», «Злазь з підніжки», «Відчепись, гнидо!». У певний момент герой переходить в наступ проти свого «творця» і, фамільярно називаючи Преображенського батьком, починає погрожувати тому судовим позовом за несанкціоновану операцію, а також нагадує, що не тільки професор має право на просторі квартири. При цьому Шарикову властива якась «негативна чарівність» — часом він схожий на примхливу дитину, яка не одержала в дитинстві достатньої уваги.
Літературознавець Євген Яблоков стверджує, що результатом операції стає не перетворення пса в людину, а своєрідне відродження вбитого злочинця Клима Чугункіна. Герой отримав зовнішні людські ознаки, навчився ходити, говорити, отримав документи й право на житлову площу, проте професор, спостерігаючи за своїм творінням, вважав, що мати ці атрибути — «ще не означає бути людиною». Шариков не міг еволюціонувати далі, тому що виявився точною генетичною копією свого «донора».
|  | Отже, «в сухому залишку» виявляються ідеї прості й всім доступні. Злочинець Клим Чугункин, який існував і «в часи царського режиму», але, бувши маргіналом, не чинив визначального впливу на життя суспільства, після більшовицького перевороту «воскресає» у вигляді повноправної істоти, яку ідеологи «нового світу» висувають в лідери. |

### Знову Шарик
Найбільше підсумками перетворення Шарика в Шарикова був розчарований професор Преображенський, який згадав у розмові зі своїм асистентом — доктором Борменталем — про те, що ідея поліпшення людської породи операційним шляхом спростовується самим життям: «Поясніть мені, будь ласка, навіщо потрібно штучно фабрикувати Спіноз, коли будь-яка баба може його народити коли завгодно!.. Адже народила ж у Холмогорах мадам Ломоносова цього свого знаменитого». Поліграф Поліграфович, який перетворив життя свого творця в низку важких випробувань і зрештою вийнявши револьвер, сам спровокував повернення до колишнього собачого вигляду.
Після повторної операції у квартирі професора знову з'явився той чуйний та милий пес Шарик, яким він був до перетворення. За словами Ігоря Сухих: «Собаче серце виявляється найлюдянішим серцем». Однак літературознавець не вважає фінал повісті ідилічним: «„Нову людську одиницю“, яка виявилася „страшною мерзотою“, вдалося знищити, але жити далі все одно доведеться у світі, де серце загиблого Клима Чугункіна б'ється в мільйонах інших грудей, а ідеї Швондера потрапили на вулицю».

## Ім'я та прізвище
У «Собачому серці», як і в інших творах Булгакова, багато персонажів мають прізвища, що вказують на риси їхнього характеру. Слово «Шарик» стосовно до травмованого пса, який гине в засніженому підворітті, вперше вимовила дівчина-друкарка, яка його пошкодувала. Придумана нею кличка викликала у собаки протест: «Шарик — це значить круглий, вгодований, дурний, вівсянку жере, син знатних батьків, а він кошлатий, довготелесий і рваний, шляйка сухорлява, безхатній пес». Проте для оформлення документів персонаж взяв собі «спадкове» прізвище — Шариков.
Обране героєм ім'я — Поліграф Поліграфович — по-різному трактується булгакознавцями. За однією з версій, Шариков, виявивши його в радянських «святцях», в яких день його народження збігся зі святом поліграфістів, сам став «жертвою поліграфічної продукції» — тих книг, що давав йому для вивчення Швондер. Відповідно до іншої точки зору, Булгаков в цьому випадку зробив уїдливе відсилання до поліграфа — детектора брехні, призначеного для психофізіологічних досліджень. Такі ж різночитання є і при аналізі прізвища Чугункін: одні літературознавці бачать в ньому закамуфльовану сатиру на Сталіна, оскільки між чавуном і сталлю існує семантичний зв'язок; інші вважають, що в булгаковській поетиці є карнавальні мотиви: «З куванням пов'язане і прізвище Чугункін... Кування у святочних іграх спрямоване на перетворення старих в молодих».

## Втілення

### В театрі
Однією з визначних постановок «Собачого серця» стала вистава режисера Московського ТЮГу Генріетти Яновської, прем'єра якої відбулася незабаром після першої публікації повісті — в 1987 році. За словами Генріетти Наумівни, в її первісному задумі дві операції — над Шариком і Шариковим — виглядали як два різних обряди: священнодійство і «робота м'ясників». Пізніше режисер відмовилася від метафоричної сцени відвертого знищення Поліграфа Поліграфовича: «замість цієї операції Преображенський сидів на землі, намагався оживити Шарикова, тряс його, брав його голову до себе на коліна, плескав по щоках, а потім чи то стогнав, чи то вив над ним».

### В кіно
Першою екранізацією повісті «Собаче серце» став однойменний фільм італійського кінорежисера Альберто Латтуади, що вийшов в 1976 році. Роль Поліграфа Поліграфовича, що мав в картині прізвище Бобиков, виконав актор Кочі Понзоні. У 1988 році свою кінематографічну версію булгаковського твору запропонував глядачам Володимир Бортко. Образ Шарикова в його стрічці створив актор Володимир Толоконніков, чий типаж ідеально збігався з режисерським баченням героя: «Вузька смужка чола над опуклими надбрів'ями, тяжкий погляд колючих очей з-під мохнатих брів і вискал великих зубів».
За словами літературознавця Євгена Яблокова, вельми точне прочитання булгаковського тексту було порушено у фільмі Бортко лише один раз — мова йде про епізод, коли, вислухавши «виховні» моралі професора і його асистента, Шариков вночі підходить до дзеркала і починає пильно вдивлятися у власне зображення. У цій сцені присутні ознаки зародження рефлексії, які, своєю чергою, свідчать про приховане прагнення Поліграфа Поліграфовича розвиватися «в людському напрямку». Яблоков стверджує, що персонажу, створеному Булгаковим, такі спроби самоаналізу невластиві.